# Anagennisi Epanomi
Anagennisi Epanomi (griechisch Α. Σ. Αναγεννηση Επανομης) ist ein griechischer Sportverein aus Epanomi, einem Vorort von Thessaloniki. Der Verein wurde 1926 gegründet und die Fußballabteilung spielte von 2009 bis 2013 in der zweiten griechischen Liga, der Football League. Mit nur 15 Punkten wurde der Verein in seiner letzten Saison nur Tabellenletzter.